# اخته کردن

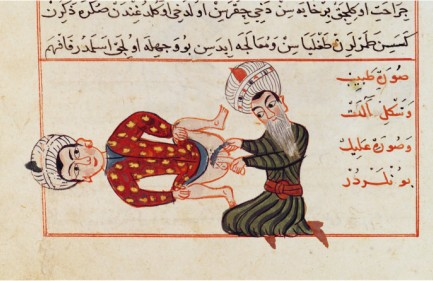
تصویرگری پزشکی شرف‌الدین علی یزدی در شرح عمل اخته کردن

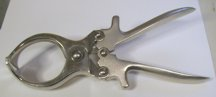
انبر اخته وسیله ایست که برای اخته کردن حیوانات نر و حتی گاهی انسانها به کار می‌رود

اخته کردن یا اخته‌سازی یا کشیدنِ بیضه (به انگلیسی: Castration) به حذف بیضه‌ها در جنس نر جانوران گفته می‌شود. این عمل بیشتر به منظور کاهش میزان شرارت و افزایش فرمان‌پذیری (بیشتر در تک سمی‌ها) یا افزایش وزن (بیشتر در نشخوارکنندگان) و در نهایت به منظور جلوگیری از بروز برخی از بیماری‌ها (بیشتر در دام‌های کوچک) صورت می‌گیرد.
اخته‌سازی به از بین بردن امکان زادآوری از طریق برداشتن دستگاه تناسلی جاندار گفته می‌شود.
اخته کردن جانوران برای کنترل جمعیت و نژاد به‌کار رفته و مانع از تولیدمثل آن‌ها به این روش می‌شوند.
این روش در گذشته در بسیاری از کشورها برای بهره‌برداری بیشتر از بردگان خصوصاً برای خدمت در اندرونی (حرمسرا) شاه یا برای قطع نسل مخالفان سیاسی مورد استفاده قرار می‌گرفته و رایج بوده‌است.
نیاز به یادآوری است که در میان مردم اشتباه رایج این است که وازکتومی را نیز اخته‌کردن می‌نامند، اما وازکتومی یکی از روش‌های دائمی پیشگیری از بارداری است و با اخته‌کردن که در گذشته انجام می‌شد، تفاوت دارد. وازکتومی سبب از بین رفتن میل جنسی، قدرت جنسی و صفات ثانویه جنسی در فرد نمی‌شود.

## اخته‌سازی در تاریخ
از آنجا که اخته کردن مردان منجر به از بین رفتن بسیاری از ویژگی‌های مردانه می‌شود، این روش از دیرباز برای بهره‌کشی بیشتر و پیشگیری از اقدامات اعتراضی بردگان و استفاده از آنان در دربار صورت می‌گرفته‌است. اخته سازی بردگان در میان آشوریان و بابلیان و مصریان معمول بوده‌است، و یونانیان از آنان، و رومیان از یونانیان و اروپائیان از رومیان این شیوه را آموختند.

### اخته‌سازی در دوران قاجار
آق ممدخان اخته
تا کی زنی شلخته
فال می‌گیری با تخته
 قدت میاد رو تخته
این هفته نه، اون هفته— یکی از تصنیف‌هایی که کرمانیان برای تضعیف روحیه سربازان آقامحمدخان قاجار می‌خواندند
در ایران واژه عقیم برای مردان اخته‌شده استفاده می‌شد.
اخته‌سازی اغلب در سنین کودکی پسران انجام می‌شد. با ایجاد و گسترش حرمسرا در ایران، استفاده از مردان اخته‌شده برای خدمت به زنان حرمسرا اهمیت بیشتری یافت، و این وضعیت تا پایان دوره قاجار ادامه داشت. گرچه بعضاً به پست‌های مهمی نیز در دربار دست یافتند و در دربار شاه و وضعیت آن اثرگذار بوده‌اند. همچنین از خواجه‌ها نیز برای تربیت و نگهداری از ولیعهد نیز استفاده می‌شد.
اخته‌کردن پسران در تاریخ ایران سبب تنش‌های فراوانی نیز شد. آقا محمد خان قاجار (آغازگر سلسله قاجاریه) که دستور کور کردن مردان کرمان به جرم طرفداری از لطفعلی خان زند (برادرزاده کریم خان زند)، شکنجه وحشیانه و قتل لطفعلی خان را صادر کرد، در کودکی به دست عادلشاه جانشین نادر شاه یا به نقلی توسط سردار زند به عنوان مجازات تجاوز به نامزدش پیش از عقد اخته شده بود. (ذکر کلمه آغا به جای آقا به همین مناسبت است) وی نیز پسر لطفعلی خان زند را پس از اسارت، اخته کرد.

## اخته‌سازی در اسلام
در دوران اسلامی نیز این کار در دربار خلفا و سلاطین رواج داشت. امین پسر هارون الرشید فرمان داد عده‌ای از غلامان را به صورت زن و عده‌ای از کنیزان را به صورت مرد آرایش کنند. فتح ایران توسط مسلمانان و همچنین فتوحات بعدی در امپراتوری بیزانس و هند، مسلمانان را با خواجه‌ها در تماس قرار داد. تا قرن هشتم، کاخ‌های خلفا با غلامان خواجه‌ای پر شده بود که به قیمت ممتاز به فروش می‌رسیدند. تجارت منظم خواجه‌ها با بردگانی که برای اخته کردن به مکان‌هایی در اسپانیا یا آفریقا برده می‌شدند، ایجاد شد، زیرا اخته کردن برای مسلمانان ممنوع بود. خواجه‌ها به‌عنوان ناظران حرمسرا، به‌عنوان میانجی یا نقش‌های خدمتکارانه مورد استفاده قرار می‌گرفتند، اما می‌توانستند به مشاوران یا فرماندهان نظامی مورد اعتماد نیز تبدیل شوند.
در اسلام اخته‌سازی گناه محسوب شده و اکیداً حرام است، خواه آن را بر خود یا بر دیگری انجام دهد. در تاریخ برده داری در جهان اسلام، نسبت مناسبی از بردگان مرد به عنوان خواجه وارد می‌شدند. لوی بیان می‌کند که بر اساس قرآن و روایات اسلامی، چنین اخته‌سازی مورد ایراد بود. برخی از فقها مانند [البیضاوی] اخته‌سازی را قطع عضو دانسته و برای جلوگیری از آن قوانینی وضع کرده‌اند. با این حال، در عمل، اخته کردن بسیار بود. در مکه قرن هجدهم، اکثر خواجه‌ها در خدمت مساجد بودند.